# Comuna Rasinja, Koprivnica-Križevci
Rasinja este o comună în cantonul Koprivnica-Križevci, Croația, având o populație de 3.267 de locuitori (2011).

## Demografie
Componența etnică a comunei Rasinja
     Croați (79,58%)
     Sârbi (16,31%)
     Romi (2,42%)
     Necunoscut (1,04%)
     Neclasificat (0,46%)
Componența confesională a comunei Rasinja
     Catolici (77,96%)
     Ortodocși (17,75%)
     Fără religie și atei (2,14%)
     Necunoscută (1,71%)
     Alte religii (0,43%)
Conform recensământului din 2011, comuna Rasinja avea 3.267 de locuitori. Din punct de vedere etnic, majoritatea locuitorilor (79,58%) erau croați, existând și minorități de sârbi (16,31%) și romi (2,42%). Apartenența etnică nu este cunoscută în cazul a 1,04% din locuitori. Din punct de vedere confesional, majoritatea locuitorilor (77,96%) erau catolici, existând și minorități de ortodocși (17,75%) și persoane fără religie și atei (2,14%). Pentru 1,71% din locuitori nu este cunoscută apartenența confesională.